# Christina Metaxa

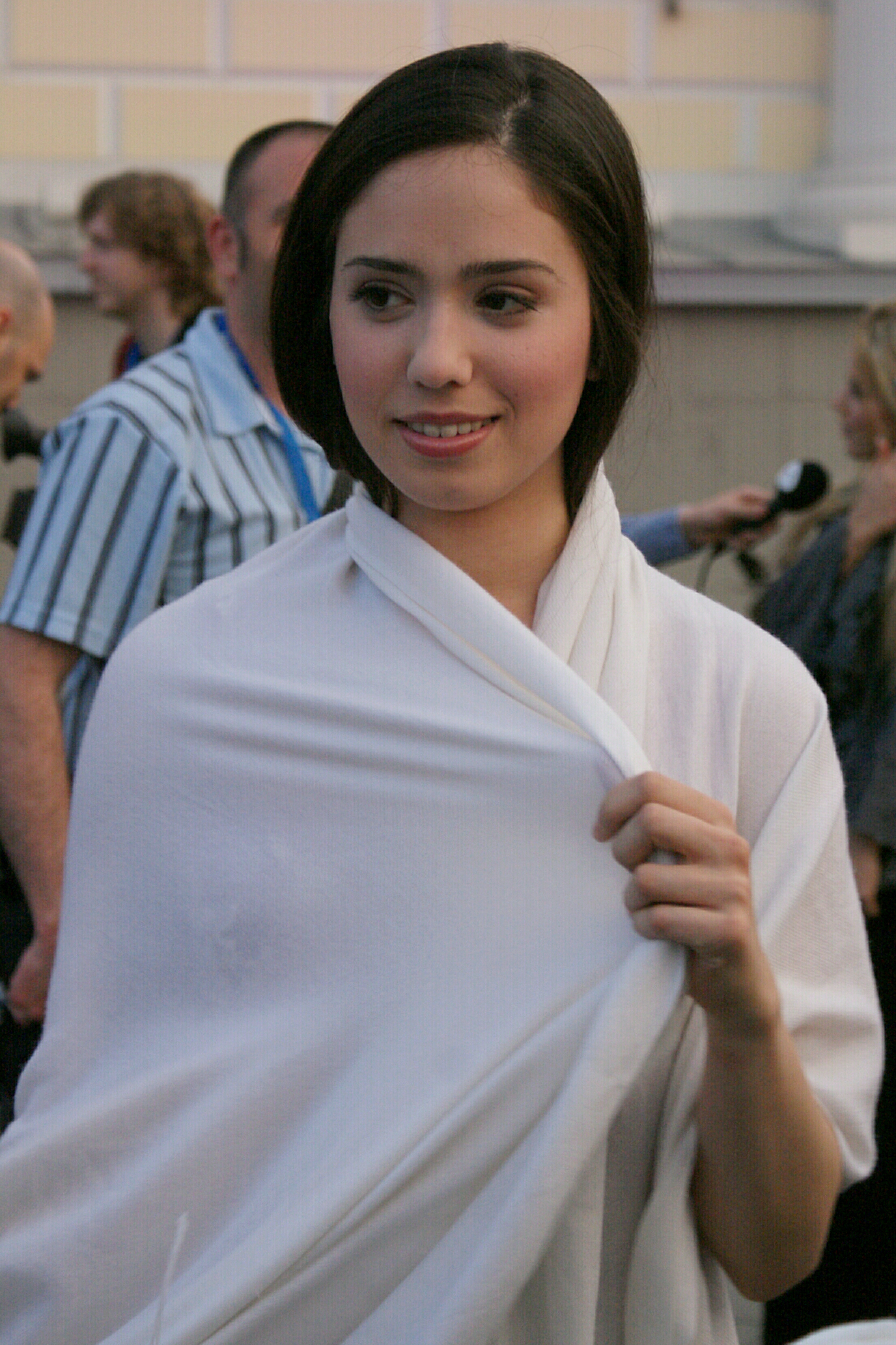
Christina Metaxa (2009)

Christina Metaxa (griechisch Χριστίνα Μεταξά, * 1993 in Limassol) ist eine zypriotische Sängerin.

## Leben und Wirken
Metaxa vertrat beim Eurovision Song Contest 2009 die Insel Zypern. Ihr Lied Firefly wurde von ihrem Bruder Nikolas Metaxas geschrieben, der in der ersten Staffel der griechischen Version von The X Factor den zweiten Platz belegte und bereits 2008 mit zwei selbst geschriebenen Liedern an der zypriotischen Vorentscheidung antrat.
Metaxa belegte im 2. Halbfinale nur den 14. Platz, schaffte die Qualifikation für das Finale also nicht.